# Johann Theodor von Scheffer
Johann Theodor Scheffer, ab 1737 von Scheffer  (auch Johann Theodor (von) Schäffer; * 1687 in Dinkelsbühl; † 1745 in Tübingen), war ein württembergischer Jurist und Geheimer Rat. Von 1736 bis 1737 war er Oberhofkanzler des Herzogs Karl Alexander  von Württemberg.

## Leben
Johann Theodor von Scheffer  kam 1687 als Sohn des Rats und Bürgermeisters Samuel Scheffer in Dinkelsbühl zur Welt. Nach Studium und Promotion wurde er 1716 Professor der Rechte an der Universität Tübingen, wo er sich als Hofgerichtsadvokat niedergelassen hatte. Später stieg er dort zum Rat und Hofgerichtsassessor auf. Schon unter Herzog Eberhard Ludwig wurden Scheffer wichtige staatliche Aufgaben übertragen. 1727 verlieh ihm Fürst Friedrich Wilhelm von Hohenzollern-Hechingen den Geheimratstitel. 

## Politik
Großen politischen Einfluss gewann Scheffer unter Herzog Karl Alexander von Württemberg, welcher sich die Fähigkeiten Scheffers zur Durchsetzung seiner absolutistischen Ambitionen zu Nutze machte. Im Oktober 1735 kam Scheffer als wirklicher Geheimrat an die Spitze des General-Landes-Kommissariats. Diese Behörde war ursprünglich zur Abhilfe von Beschwerden der württembergischen Untertanen gegründet worden und konnte wegen ihrer unbeschränkten Vollmachten Beschlüsse der verfassungsmäßigen Behörden und der Landstände übergehen.  Kurz darauf wurde Scheffer zum Geheimen Kabinettsrat und im April 1736 zum Oberhofkanzler ernannt. 1737 erhob ihn Kaiser Karl VI. in den Adelsstand. 

## Anklage
Als Herzog Karl Alexander am 12. März 1737 unerwartet starb, übernahmen der Geheime Rat und die Landstände die Macht und ließen die Ratgeber des Herzogs verhaften.  Neben dem als  „Jud Süß“ verunglimpften Hoffaktor Joseph Süß Oppenheimer wurde unter anderem auch Oberhofkanzler Scheffer angeklagt. Am 28. April 1737 wurde er verhaftet und auf die Festung Hohenasperg gebracht. Neben den von Scheffer bestrittenen näheren Beziehungen zu Oppenheimer beschuldigten ihn die Stände, dass er deren Rechte vorgeblich beseitigen wollte und dass er die Schlosskapelle in Ludwigsburg den Katholiken zur Verfügung gestellt habe und insgesamt auf eine Gleichberechtigung der Katholiken in Württemberg hingewirkt habe. Es wurde Scheffer des Weiteren zur Last gelegt, dass er für die General-Landes-Kommission eine Instruktion entworfen hatte, wonach diese die Beschlüsse der übrigen Kollegien abändern konnte. Diese Vorwürfe versuchte Scheffer mit der Erklärung zu entkräften, dass er nur die Befehle des Herzogs ausgeführt habe und dabei meist dessen Worte verwendete. Außerdem habe er den Herzog des Öfteren gewarnt vor den Auswirkungen der Finanzpolitik Oppenheimers und sich überhaupt bemüht, mäßigend einzuwirken. 

## Rehabilitierung
Letztlich liefen die Untersuchungen im Fall Scheffers darauf hinaus, dass ihm lediglich „Unterlassungssünden“ vorzuwerfen seien, und so wurde er gegen Bezahlung der Untersuchungskosten mit Beibehaltung des Geheimratstitels entlassen. Er zog sich wieder nach Tübingen zurück und starb dort 1745 als geachteter Experte des Staatsrechts.

## Werke
- Commentationes de forma imperii Romani Germanici (1720)